# Jay Humphry
James Clarke „Jay“ Humphry (* 28. Juli 1948 in Vancouver, British Columbia) ist ein ehemaliger kanadischer Eiskunstläufer, der im Einzellauf startete.
Humphry wurde 1968 und 1969 kanadischer Meister. Von 1965 bis 1969 nahm er fünfmal in Folge an Weltmeisterschaften teil. Sein bestes Ergebnis dort war der sechste Platz 1969. Bei den Olympischen Spielen 1968 in Grenoble belegte er den siebten Platz.
Humphry wurde während seiner Karriere von Edi Rada und Ellen Burka trainiert. Nach der Saison 1969 wurde er Profi und ging zu Ice Follies, wo er Oscar aus der Sesamstraße verkörperte. Humphry wohnt heute in Minneapolis und arbeitet für eine Firma, die Unterhaltungsshows mit Sesamstraßenthemen produziert.

## Ergebnisse
| Wettbewerb / Jahr          | 1963  | 1964 | 1965 | 1966 | 1967 | 1968 | 1969 |
| -------------------------- | ----- | ---- | ---- | ---- | ---- | ---- | ---- |
| Olympische Winterspiele    |       |      |      |      |      | 7.   |      |
| Weltmeisterschaften        |       |      | 12.  | 10.  | 12.  | 7.   | 6.   |
| Kanadische Meisterschaften | 1. J. | 3.   | 3.   | 3.   | 2.   | 1.   | 1.   |

- J = Junioren